# Frank C. Mockler
Frank C. Mockler, né le 4 avril 1909 à Fremont au Wyoming et mort le 16 novembre 1993 à Longboat Key en Floride, est un homme politique américain. Il est gouverneur des Samoa américaines du 15 octobre 1974 au 6 février 1975.
Mockler était le procureur du comté de Fremont, dans le Wyoming. Il était président de la Chambre des représentants du Wyoming en 1951 en tant que républicain. Il était secrétaire des Samoa américaines sous John Morse Haydon. Mockler a pris les fonctions de gouverneur des Samoa américaines.le 15 octobre 1974 et a terminé son mandat le 6 février 1975. Après avoir quitté le siège du gouverneur, Mockler s'est installé à Longboat Key, en Floride.

## Voir Aussi
- Liste des gouverneurs des Samoa américaines